# Bradina glaucinalis
Bradina glaucinalis là một loài bướm đêm trong họ Crambidae.